# Saint-Léger Didot
Léger Didot, dit Saint-Léger (1767-1829) est le fils cadet de Pierre-François Didot et l'inventeur de la machine à produire le papier en continu, fabriquée en Angleterre sous l'appellation de « Didot's mechanics. » Il reprit et développa l’usine paternelle d’Essonnes mais dut la céder en 1809 à la suite de difficultés financières. Son fils Édouard (1797-1825) s'est adonné à l'étude de la littérature anglaise.

## Biographie
Né à Paris, Léger Didot meurt à Bar-le-Duc le 2 février 1829 à l'âge de 62 ans.

## Note
1. 1 2  Cf. Colonel Henri Ramé, « Les DIDOT, imprimeurs (1689-1871) », Revue du Souvenir Napoléonien, no 361,‎ octobre 1988, p. 21-22.
2. ↑  « Acte de décès no 28 (vue 191/276) de Léger Didot du registre des naissances, mariages et décès de l'année 1829 de la commune de Bar-le-Duc », sur Archives départementales de la Meuse, 3 février 1829 (consulté le 23 juillet 2019) - Note. L'acte de décès a été rédigé le 3 février 1829 et il est décédé hier à dix heures du soir. Mentionné aussi dans l'acte qu'il est mort à 62 ans et qu'il est né à Paris.

## Source
- (en) « Saint-Léger Didot », dans Encyclopædia Britannica [détail de l’édition], 1911 (lire sur Wikisource).